# Dara Bubamara
Radojka Adžić (Novi Sad, 21. svibnja 1976.), poznatija kao Dara Bubamara, srpska je pjevačica.

## Životopis
Dara je još u osnovnoj školi pokazala naklonost prema pjevanju i glumi. Pristupanjem školskom zboru razvija svoj talent za pjevanje. S 11 godina počinje se natjecati i pojavljivati na raznim glazbenim manifestacijama širom bivše Jugoslavije.
Ubrzo poslije toga bila je gost na koncertu Lepe Lukić. U 12. godini predstavlja Vojvodinu na Zmajevim dečijim igrama u Novom Sadu i osvaja prvo mjesto. Dvije godine kasnije pobjeđuje na manifestaciji Najlepši glas Jugoslavije.
Godine 1989. pristupa sastavu „Dara Bubamara Show Band“ s kojim kreću i njena prva honorarna gostovanja. Pet godina kasnije snima prvi album Košava sa Dunava s istoimenom pjesmom koja je ubrzo postala hit.
Po izlasku iz grupe nastavlja solo karijeru u suradnji s produkcijom Grand.
Neke od najpoznatijih Darinih pjesama su: „Zidovi“, „Ja neću da ga vidim“, „Opa, opa“ „Vero nevero“, „Sebična“, „Pali mali“, „Dodirni me“, „Sangrija“, „Opasan“, „Kraj i tačka", "Neću kući", "Dobro jutro nikome", „Karera“ i "Galama".

## Diskografija
- Košava s Dunava (1992.)
- Željo moja (1994.)
- Svi su tu (1997.)
- Nisu to kiše (1999.)
- Opa Opa – Best of (2000.)
- Dvojnica (2001.)
- Polje jagoda (2003.)
- Bez milosti (2005.)
- Dodirni me (2007.)
- Dara Bubamara 2010 (2010.)
- Delete (2013.)
- Biografija (2017.)